# Janet Wright (Badminton)
Janet Wright (* September 1914 in San Francisco; † 9. Januar 2006 in Medford) war eine US-amerikanische Badmintonspielerin.

## Karriere
Janet Wright gewann 1941 die offen ausgetragenen US-Meisterschaften im Damendoppel mit Thelma Kingsbury. 1942 siegte sie dort gemeinsam mit Evelyn Boldrick. Nach der kriegsbedingten Pause fand sie 1947 zu alter Stärke zurück und gewann von 1947 bis 1950 vier weitere Titel in Serie gemeinsam mit Thelma Scovil.

## Sportliche Erfolge
| Saison | Veranstaltung | Disziplin   | Platz | Name                            |
| ------ | ------------- | ----------- | ----- | ------------------------------- |
| 1941   | US Open       | Damendoppel | 1     | Thelma Kingsbury / Janet Wright |
| 1942   | US Open       | Damendoppel | 1     | Evelyn Boldrick / Janet Wright  |
| 1947   | US Open       | Damendoppel | 1     | Thelma Kingsbury / Janet Wright |
| 1948   | US Open       | Damendoppel | 1     | Thelma Scovil / Janet Wright    |
| 1949   | US Open       | Damendoppel | 1     | Thelma Scovil / Janet Wright    |
| 1950   | US Open       | Damendoppel | 1     | Thelma Scovil / Janet Wright    |